# San Nicola fra le Immagini
Il titolo cardinalizio di San Nicola fra le Immagini, fu eretto da papa Sisto IV nel 1477. Probabilmente corrispondeva all'antica chiesa di San Niccolò del Colosseo di cui si conosce solo il nome. Il titolo fu abolito da papa Sisto V il 13 aprile 1587 con la costituzione apostolica Religiosa.

## Titolari
- Pietro Foscari (12 dicembre 1477 - 11 agosto 1485 deceduto)
- Vacante (1485 - 1493)
- Domenico Grimani, diaconia pro illa vice (23 settembre 1493 - 28 marzo 1498); (28 marzo 1498 - 25 dicembre 1503 nominato cardinale presbitero di San Marco)
- Melchior von Meckau (12 giugno 1503 - 5 gennaio 1507 nominato cardinale presbitero di Santo Stefano al Monte Celio)
- Carlo Domenico del Carretto (4 gennaio 1507 - giugno 1513 nominato cardinale presbitero di Santa Cecilia)
- Paolo Emilio Cesi, diaconia pro illa vice (6 luglio 1517 - 5 settembre 1534 nominato cardinale diacono di Sant'Eustachio)
- Vacante (1534 - 1557)
- Alfonso Carafa, diaconia pro illa vice (24 marzo 1557 - 16 dicembre 1558 nominato cardinale diacono di Santa Maria in Portico)
- Giovanni Battista Ghislieri (o Consiglieri) (1558 - 1559)
- Vacante (1559-1561)
- Bernardo Navagero (3 giugno 1561 - 6 luglio 1562); in commendam (6 luglio 1562 - 31 agosto 1562 dimesso)
- Francesco Abbondio Castiglioni, diaconia pro illa vice (8 febbraio 1566 - 14 novembre 1568 deceduto)
- Vincenzo Giustiniani, O.P. (26 gennaio 1571 - 3 agosto 1579 nominato cardinale presbitero di Santa Sabina)
- Vacante (1579 - 1587)
- Titolo soppresso nel 1587